# 斎宮寮

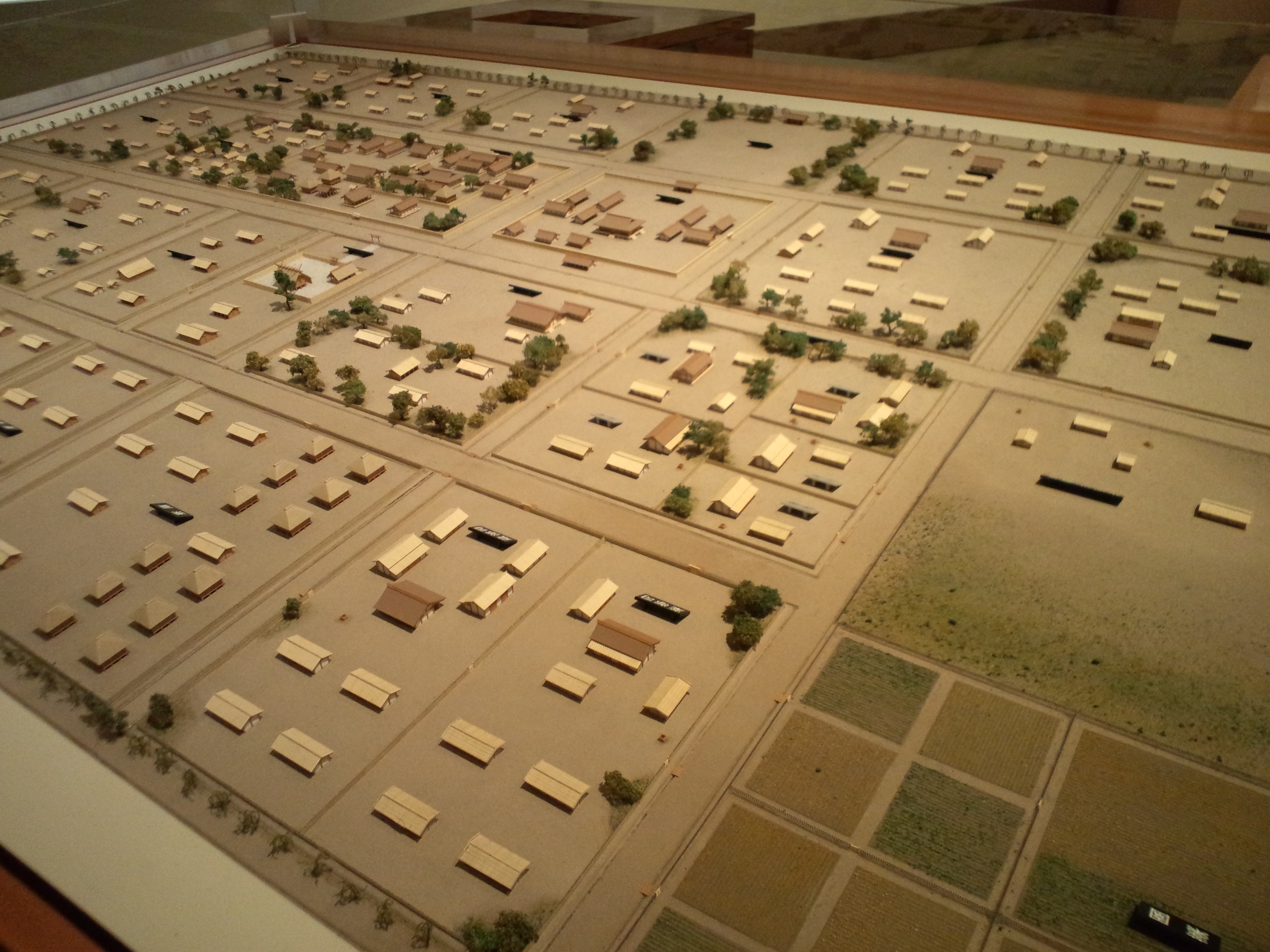
斎宮および斎宮寮の復元模型（斎宮歴史博物館所蔵）

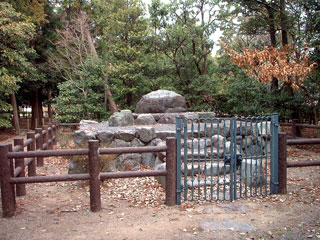
斎宮跡（斎王の森史跡公園）

斎宮寮（さいぐうりょう）は日本の律令制において伊勢国（三重県）に置かれた令外官。伊勢神宮に奉仕していた未婚の皇女・斎宮（伊勢斎王）の日常の世話を職掌としていた。

## 概要・職掌
斎宮寮の役所は、現在の三重県多気郡明和町にあたる伊勢国多気郡に置かれ、斎宮はその内院で暮らした。斎宮が不便をしないよう､京の朝廷を模した長官の頭以下120名以上に及ぶ大規模な官司で配下にある十三の役所が出納・清掃・医療などの事務を分掌した。斎宮寮は三つの区域に分かれ､最奥部の内院に斎宮が､中院に頭以下の幹部が､そして外院に下級職員が暮らし､そして事務を行っていた。
寮の跡地は、1979年3月27日に斎宮跡として国の史跡に指定されている。

## 沿革
斎宮に関する組織の設置起源は判明していないが、大宝律令施行当初から令外官として斎宮司が存在していたことが確認されている。最初は司で718年に寮に昇格した。

## 職員
斎宮本寮
- 頭（従五位上）

伊勢国司（守、介）が兼任する例が多かった。
- 助（正六位下）
- 大允（正七位下） 少允（従七位上）
- 大属（従八位上） 少属（従八位下）
- 史生
- 寮掌
- 使部
- 直丁

主神司
斎宮の祭祀。800年、神祇官に併合
- 中臣
- 忌部
- 宮主
- 神部

舎人司
斎宮舎人を管轄
蔵部司
宝物の出納
掃部司
設営・清掃
薬部司
医療・薬
殿部司
雑用
馬部司
馬の飼育
采部司
采女を管轄
水部司
水を管理
膳部司
料理
酒部司
酒の管理・醸造
門部司
門の守衛
炊部司
米を管理

## その他
『延喜式』巻5 斎宮祈年祭神百十五座条によれば、927年頃の斎宮内には大宮売神四座・御門神八座・御井神二座・卜庭神二座・地主神一座の17座が祀られていた。